# Дозмеравож
Дозмера́вож (рос. Дозмеравож) — річка в Республіці Комі, Росія, ліва притока річки Дозмера, правої притоки річки Печора. Протікає територією Троїцько-Печорського району.
Річка протікає на захід та північний захід.